# Eridania (cuadrángulo)

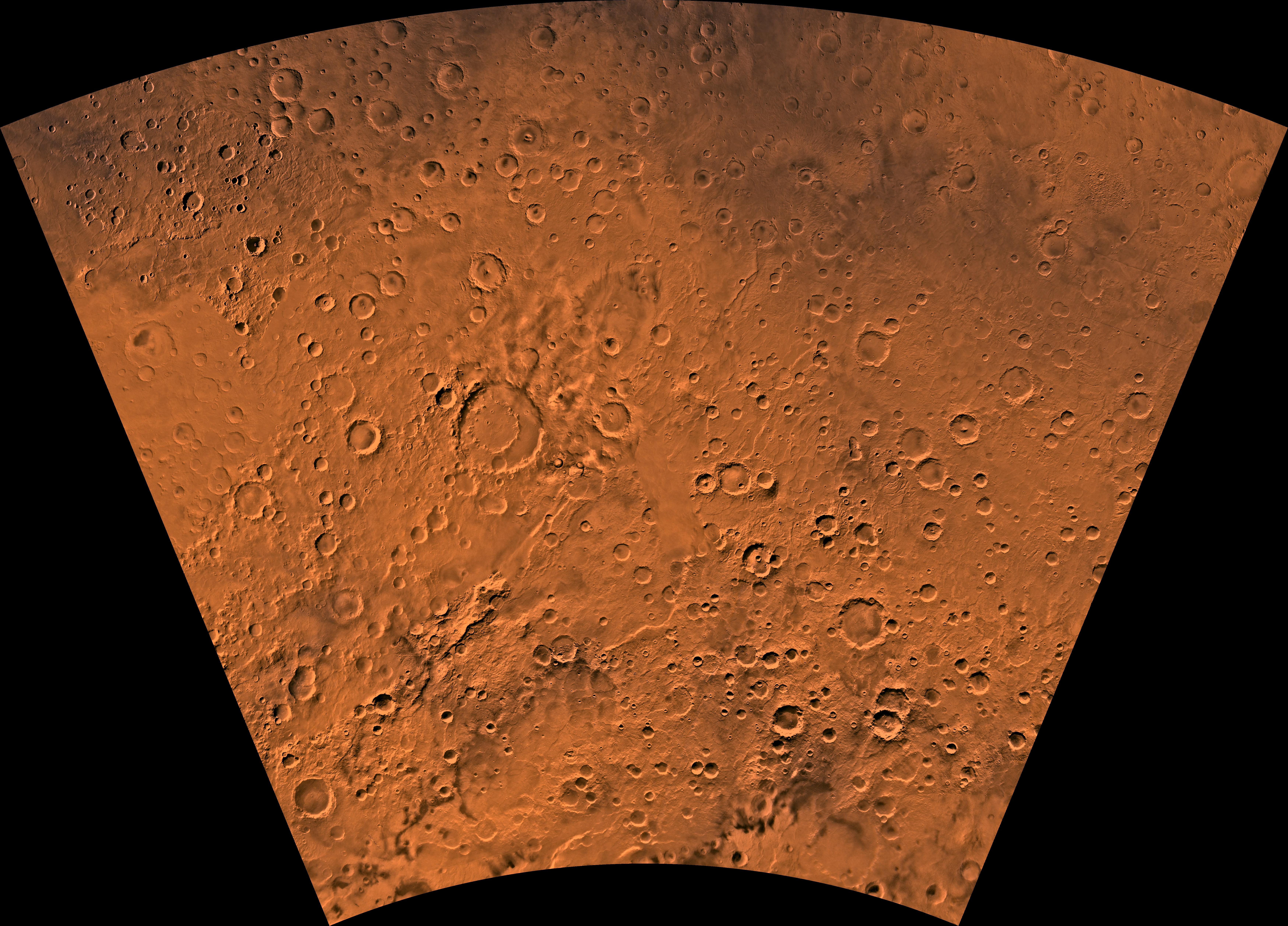
Imagen del Cuadrángulo de Eridania (MC-29). La región incluye principalmente tierras altas llenas de cráteres. La parte centro-oeste incluye el cráter Kepler.

## Descripción
El cuadrángulo de Eridania es uno de una serie de 30 mapas cuadrangulares de Marte utilizados por el Programa de Investigación de Astrogeología del Servicio Geológico de los Estados Unidos (USGS). Al cuadrilátero también se le conoce como MC-29 (Mars Chart-29).
El cuadrilátero de Eridania se encuentra entre 30° y 65° de latitud sur y 180° y 240° de longitud oeste en el planeta Marte. La mayor parte de la región clásica llamada Terra Cimmeria se encuentra dentro de este cuadrilátero. Parte de los depósitos de Electris, un depósito de tonos claros de 100 a 200 metros de espesor cubre el cuadrilátero de Eridania. Muchas laderas en Eridania contienen barrancos, que se cree que son causados por el flujo de agua.